# Józef Raciborski
Józef Raciborski (ur. 28 maja 1879 w Kociołkach, zm. 7 grudnia 1935 w Piotrkowie Trybunalskim) – konserwator zabytków i archiwista. Odznaczony orderem papieskim Pro Ecclesia et Pontifice i 2-krotnie Krzyżem Kawalerskim Orderu Odrodzenia Polski, w tym raz pośmiertnie (2022).

## Życiorys
Był dzieckiem Walerego i Emilii z domu Łaszczyńskiej. Początkowo uczył się w Sieradzu, natomiast od 1896 r., w związku ze śmiercią rodziców, przeszedł pod opieką franciszkanów w Kaliszu i podjął naukę we franciszkańskiej szkole przyklasztornej. Następnie został przeniesiony w 1897 r. do zakonu we Lwowie. Rok później odmówił złożenia ślubów zakonnych i przeniósł się do Kolegium św. Tomasza z Akwinu w Rzymie, gdzie studiował archeologię oraz podjął pracę w Bibliotece Cassaneteńskiej. Po powrocie z Włoch w 1904 r. zdał maturę w gimnazjum w Szawlach, a następnie podjął studia na Wydziale Teologicznym Uniwersytetu Jagiellońskiego (z których po roku zrezygnował), a ponadto uczęszczał na wykłady prowadzone przez Stanisława Krzyżanowskiego związane z archiwami i chronologią. W latach 1905–1914 zajmował się zawodowo głównie inwentaryzacją zabytków sztuki, którą zaoferował mu hrabia Adam Krasiński – pierwszy prezes TONZ w Warszawie. Raciborski w tym okresie zamieszkał w Kaliszu, w którym w 1912 r. opublikował Monografię Kalisza. W 1917 r. podjął pracę jako komisarz na gubernię smoleńską w Komisji Likwidacyjnej do spraw Królestwa Polskiego. W 1919 r. rozpoczął pracę w roli konserwatora sztuki w okręgu kaliskim, a następnie w latach 1921–1923 był konserwatorem w ramach Urzędu Województwa Łódzkiego. W 1925 r. został kierownikiem Archiwum Akt Dawnych w Łodzi, a w okresie od 1 kwietnia 1928 r. do 31 sierpnia 1930 r. był również kierownikiem Archiwum w Piotrkowie Trybunalskim, w którym zastąpił Adama Próchnika. Raciborski w swojej pracy archiwisty koncentrował się na powiększaniu zasobu oraz na pracach wydawniczych. Był jednym z inicjatorów oraz redaktorem „Rocznika Łódzkiego”. Ponadto od 1926 r. był członkiem Komisji Archiwalnej w Łodzi, a od 1933 r. członkiem Komisji Historycznej PAU. 1 października 1934 r. przeszedł na emeryturę i zamieszkał w Piotrkowie Trybunalskim, gdzie zmarł i został pochowany.

## Publikacje
Na łamach „Rocznika Łódzkiego” opublikował m.in. rozprawy:
- Dawny ratusz łódzki (T. 1:1928),
- Godło i pieczęcie Łodzi (T. 3: 1933),
- Bibliografia Łodzi za lata 1928–1929–1930 (T. 2: 1931),
- Bibliografia Łodzi za lata 1931–1932 (T. 3: 1933)[2].

Ponadto był autorem pozycji takich jak:
- Kościół i klasztor „Duchaków” na Przedmieściu Warszawskim (1909),
- Dawny Korpus Kadetów (1911),
- Cech szewski (1912),
- Monografia Kalisza (1912),
- Martyrologium powstania styczniowego 1861–1864 (nieukończona)[1].